# Entre nosotras (programa de televisión)
Entre nosotras es un programa de televisión transmitido por el canal adventista Nuevo Tiempo. Es un programa enfocado al público femenino, se presentan secciones de salud, belleza, cocina, manualidades, y finanzas. Es conducido por Maggie Aguilar y Karina do Canto  quienes también son las productoras del mismo. El programa se transmite por TV por cable y Televisión abierta en Argentina, Bolivia, Chile, Ecuador y Perú.

## Historia
El programa fue creado por la cadena Nuevo Tiempo, su primera temporada salió al aire en el primer trimestre del 2008, el proyecto se llevó a cabo con el fin de entregar una propuesta enfocada a público femenino.En mayo del 2009 se realizó el primer programa de la nueva temporada,

## Secciones
- Salud: Secciones en donde se discuten temas referentes a la salud femenina, y temas de gran importancia para las mujeres como el embarazo y la higiene, estas secciones a veces son reforzadas con especialistas invitados.

- Cocina: Es un segmento del programa en donde se promueven los buenos hábitos alimenticios, a través de la preparación de recetas saludables pero apetecibles. Se promueve la incorporación masiva de vegetales en la dieta diaria.

- Manualidades: Es una sección que enseña técnicas para transformar piezas de reciclaje en objetos para decorar el hogar. En esta sección Karina enseña como decorar vajillas y hacer pequeñas piezas de arte con materiales fáciles de conseguir en cualquier hogar.

- Belleza: En esta sección se dan consejos de belleza y cosmética, principalmente para en cuidado de la piel.

- Datos: Q5834336